# واشنطن روبرتو ماريانو دا سيلفا
واشنطن روبرتو ماريانو دا سيلفا (19 يونيو 1985 في البرازيل - ) هو لاعب كرة قدم برازيلي في مركز الهجوم. لعب مع اف كي مقدونيا ونادي بارتيزان ونادي دهوك ونادي كروزيرو ونادي سي آر بي وClube Atlético Metropolitano ‏ وEsporte Clube Cruzeiro ‏ وبوراتس تشاتشاك ‏.

## وصلات خارجية
- واشنطن روبرتو ماريانو دا سيلفا على موقع قاعدة بيانات كرة القدم.إي يو (الإنجليزية)
- واشنطن روبرتو ماريانو دا سيلفا على موقع Soccerway.com (الإنجليزية)
- واشنطن روبرتو ماريانو دا سيلفا على موقع عالم كرة القدم.نت (الإنجليزية)